# Fort Thirumayam

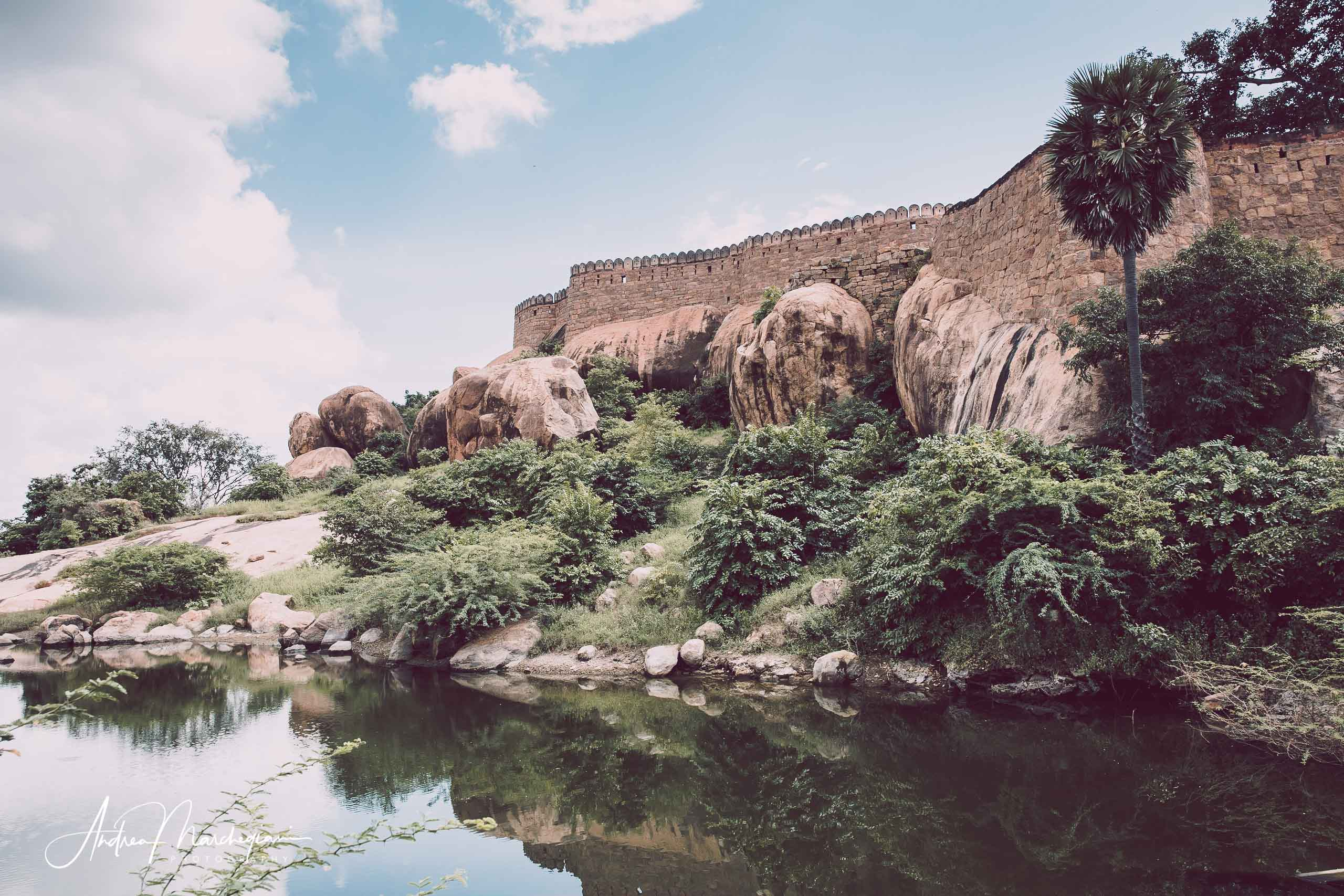

Il forte di Thirumayam è una fortezza che si sviluppa su una superficie di 40 acri che si trova nella città di Thirumayam, sull'autostrada Pudukkottai-Karaikudi nel distretto di Pudukkottai, Tamil Nadu, India. Fu costruita da Vijaya Raghunatha Sethupathi, il Raja di Ramnad, nel 1687. Successivamente il forte fu consegnato a suo cognato Raghunatha Raya Tondaiman. Il forte è stato ampiamente rinnovato da Archaeological Survey of India nel 2012.

## Architettura
Il forte aveva originariamente sette mura concentriche ma ne sono sopravvissute solo quattro. La costruzione del forte è di qualità mediocre, in quanto per la costruzione della fortificazione sono stati utilizzati piccoli blocchi di pietra insieme a mattoni.
Il forte ha tre ingressi: uno a nord, uno a sud e il terzo a est. I santuari dedicati a Hanuman, Sakthi, Ganapathi, Karuppar (le divinità custodi del forte) sono sul lato meridionale mentre il santuario dedicato a Bhairava è sul lato settentrionale. A metà strada verso l'alto sul lato destro si nota una camera che serviva da magazzino. Di fronte a questa camera sul versante occidentale di un masso c'è una cella scavata nella roccia contenente un lingam, sostenuto dalla figura di un nano.
Durante il dominio britannico, il forte fu convertito a sede degli uffici amministrativi della corona inglese e diversi cannoni furono posizionati sulle mura esterne e sulla sommità del forte.

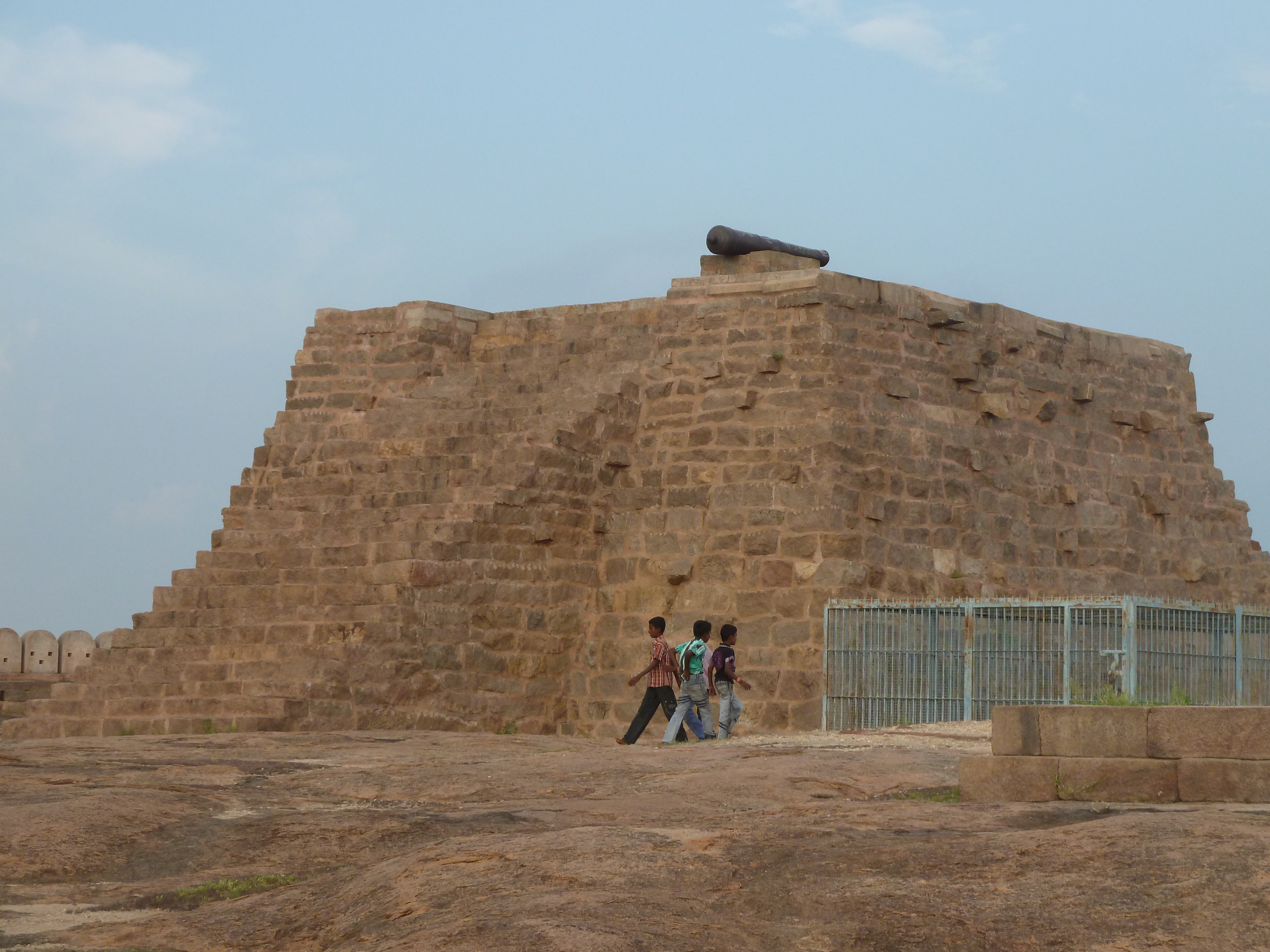
bastione con cannone di origine britannica

Sulla sommità della collina rocciosa, si trova un bastione con cannone di origine britannica. A sud di questa piattaforma c'è uno stagno naturale. Sul versante meridionale ci sono due templi scavati nella roccia, uno dei quali dedicato a Sri Sathyamurthy-Sri Uyyavanda Nachiar (Vaishnavite) e un altro a Sri Sathyagireeswarar-Sri Venuvaneeswari (Saivite), che sono storicamente e religiosamente i più importanti. A nord-ovest c'è un altro stagno e a sud-est un altro serbatoio. Ci sono sei cannoni montati alle porte nord, sud ed est.

## Importanza storica
La fortezza è di grande importanza storica ed è stata un'importante roccaforte dei capi ribelli nelle Guerre Polygar. Oomathurai, il fratello del capo Kattabomman di Panchalankurichi, fu catturato in questo forte. Il forte è conosciuto localmente come Oomayan Kottai (forte del muto). Il forte è mantenuto e amministrato dal Servizio Archeologico dell'India come monumento con biglietto.

## Galleria d'immagini

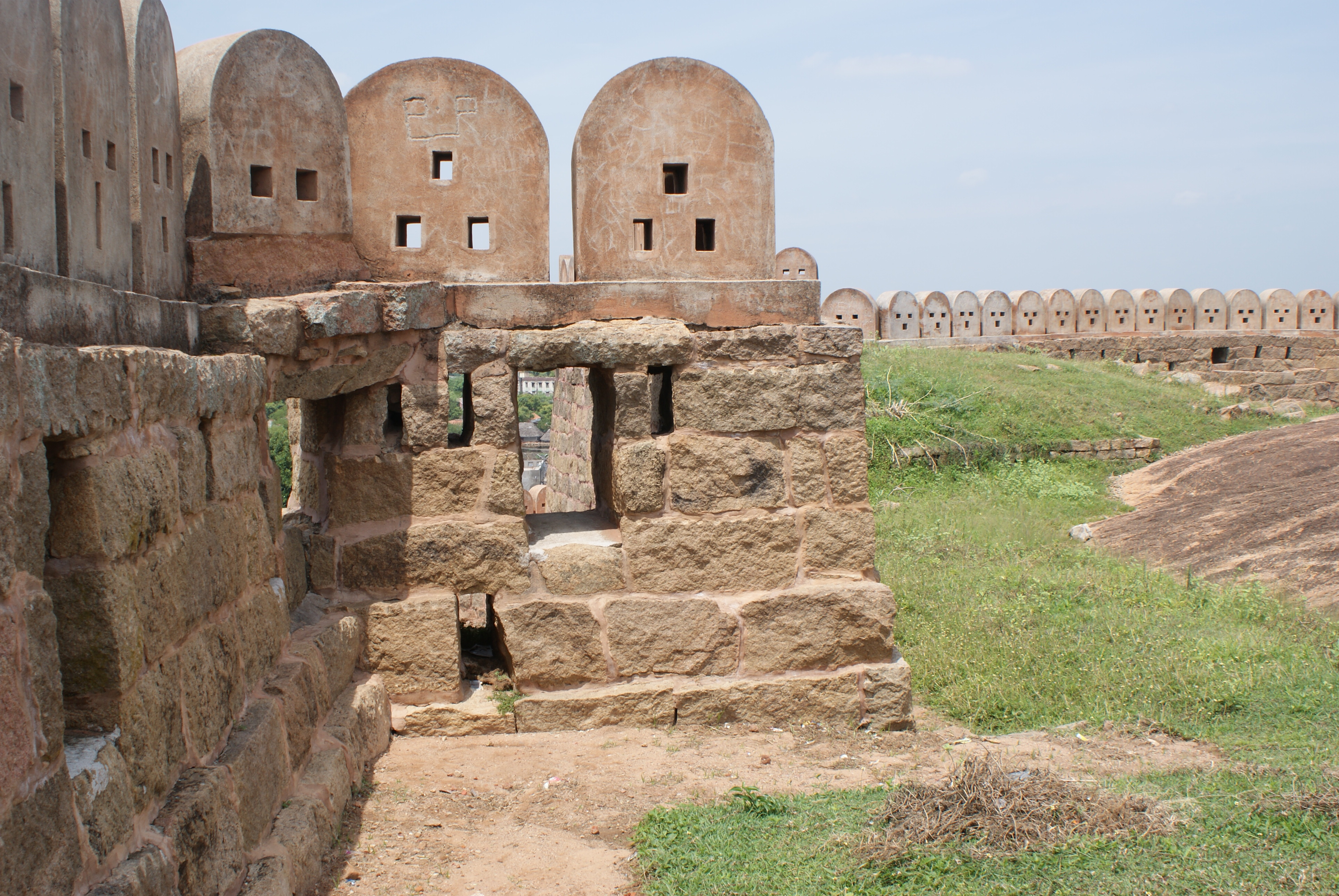
Visto dall'interno del forte
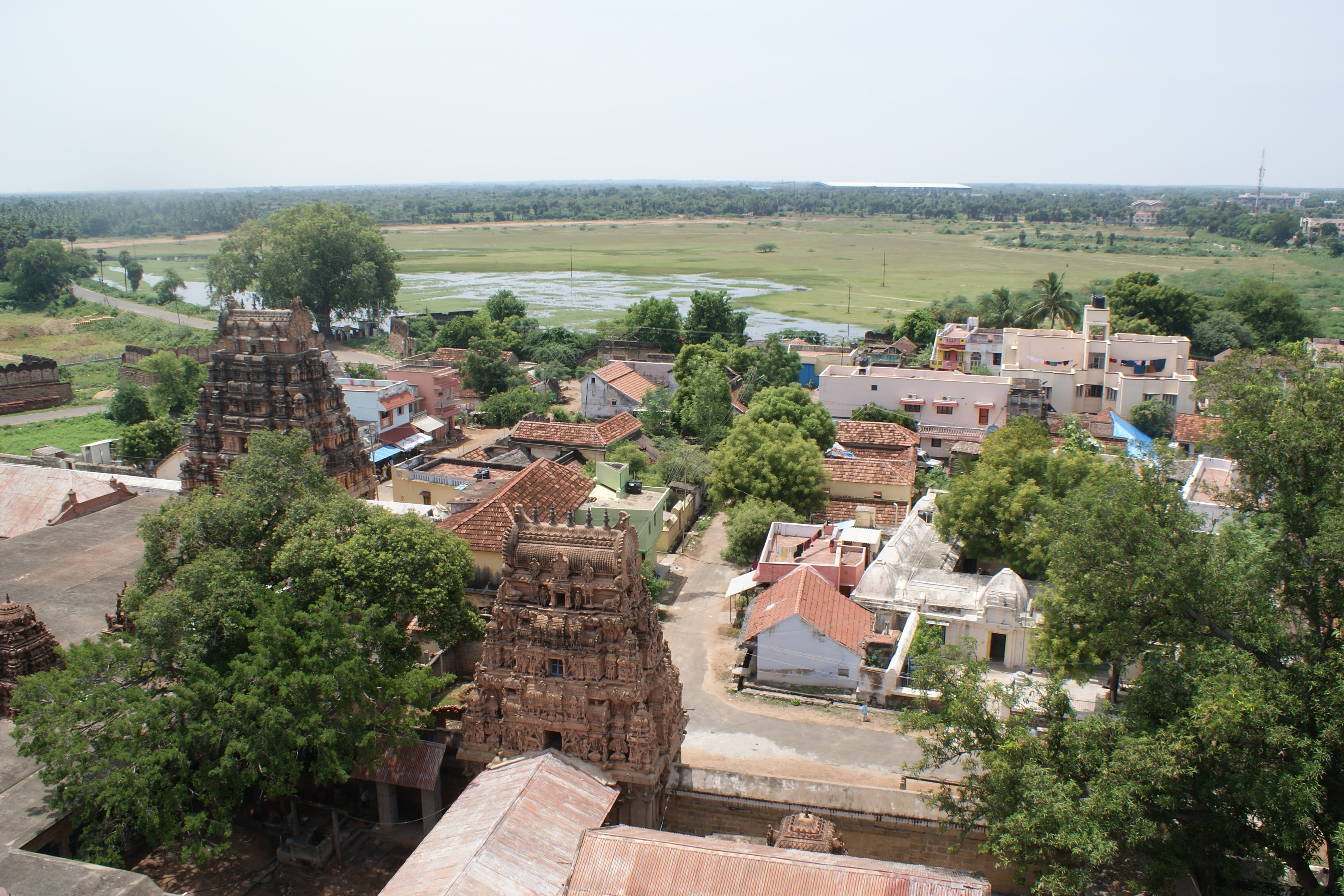
Thirumayam visto dal forte

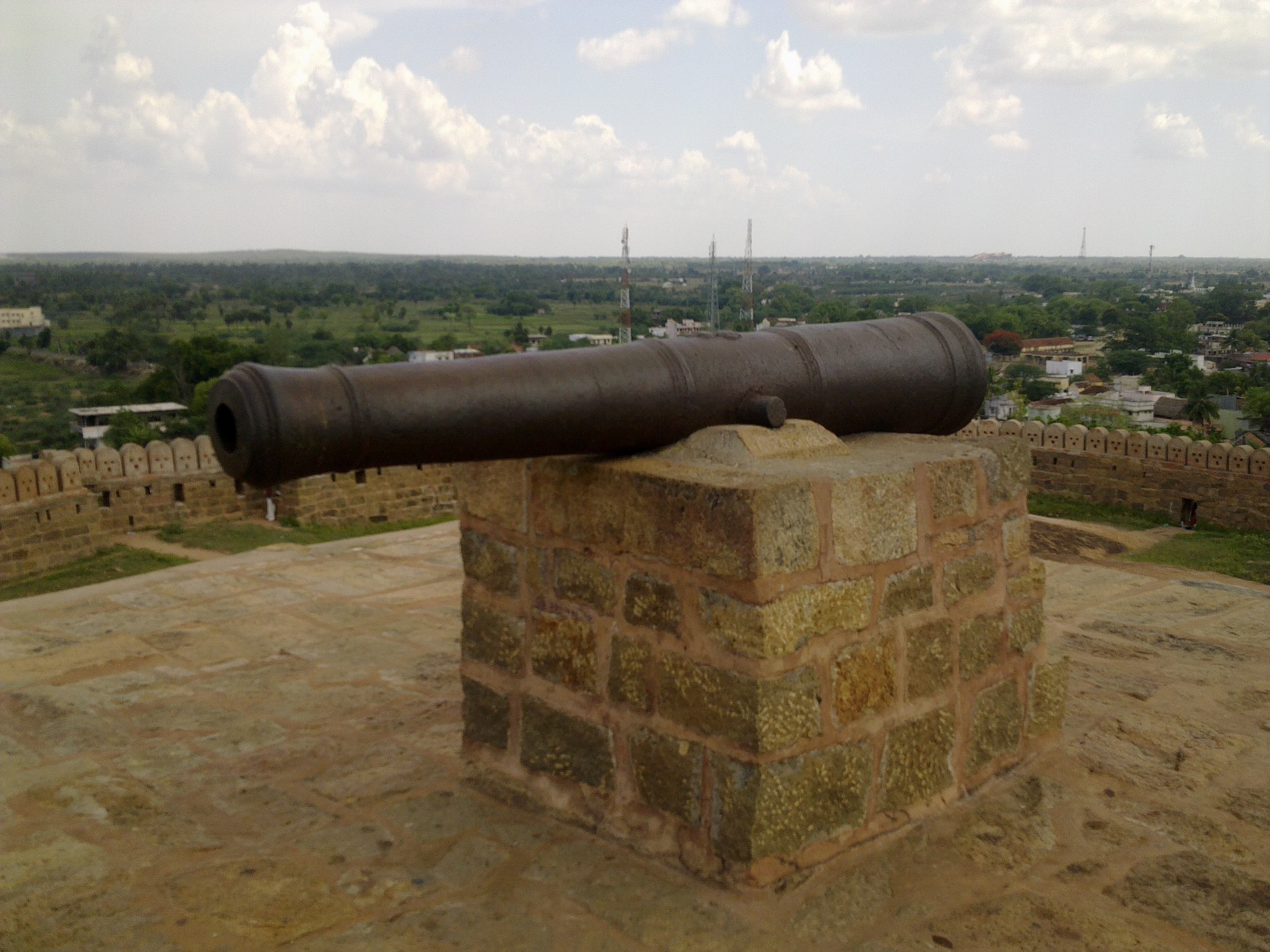
cannone in cima al forte di Thirumayam. Si suppone che sia stato usato durante i periodi di guerra.